# Marek Plawgo
Marek Plawgo (Ruda Śląska, 1981. február 25. –) lengyel atléta.
Megnyerte a négyszáz méteres gátfutás számát a 2000-es junior atlétikai világbajnokságon. Két érmet szerzett a 2007-es oszakai világbajnokságon. Lengyel rekorddal, 48,12-es idővel lett harmadik négyszáz gáton, valamint tagja volt a négyszer négyszázon bronzérmes lengyel váltónak.

## Egyéni legjobbjai
szabadtéri
- 100 méter síkfutás - 10,60
- 200 méter síkfutás - 20,61
- 300 méter síkfutás - 32,77
- 400 méter síkfutás - 45,35
- 600 méter síkfutás - 1:16,03
- 400 méter gátfutás - 48,12

fedett
- 200 méter síkfutás - 21,30
- 400 méter síkfutás - 45,39